# Moricizina
La  moricizina  è un antiaritmico, un principio attivo di indicazione specifica contro le anomalie del ritmo cardiaco (aritmie) Rientra nella classe IC.

## Indicazioni
Viene utilizzato come terapia nella prevenzione di aritmie ventricolari potenzialmente mortali

## Controindicazioni
Analisi hanno dimostrato che se assunto in concomitanza con diuretici si aumentino gli effetti negativi anche mortali.

## Effetti indesiderati
Fra gli effetti collaterali più frequenti si riscontrano nistagmo, cefalea, nausea e vertigini.